# Templo de Apolo (Siracusa)
O Templo de Apolo (em grego clássico: Ἀπολλώνιον Apollonion) é um dos mais importantes monumentos gregos antigos da Magna Grécia, em Ortígia, em frente à Piazza Pancali, em Siracusa, Sicília, Itália.

## História
Datado do século VI a.C., este templo é um dos templos dóricos mais antigos da Sicília e um dos primeiros com o layout composto por um perípteros de colunas de pedra. Esse layout tornou-se padrão nos templos gregos. O templo passou por diversas transformações: fechado durante a perseguição aos pagãos no final do Império Romano, foi uma igreja bizantina, da qual ainda se conservam os degraus da frente e os vestígios de uma porta central, e depois uma mesquita islâmica durante o Emirado da Sicília. Após a derrota dos sarracenos pelos normandos, foi reconsagrada na Igreja do Salvador, que foi então incorporada a um quartel espanhol do século XVI e a casas particulares, embora alguns elementos arquitetônicos tenham permanecido visíveis. Por exemplo, em 1778, Dominique Vivant Denon descreveu o templo:

... Para investigar este famoso templo, o primeiro construído em Siracusa, é necessário agora entrar na casa de um indivíduo particular, chamado Daniel, pagando uma libra, onde há dois capitéis em seus tambores no espaço entre sua cama e a parede, que estão intactos, aumentando o quarto. As colunas estão enterradas até mais da metade de sua altura e tão próximas umas das outras que os capitéis não estão separados por mais de alguns centímetros. Durante alguns reparos e a escavação de uma cisterna, o proprietário descobriu outros dois tambores de colunas, um no canto e o outro no lado oeste ...
Essas sucessivas reformas danificaram severamente o edifício, que foi redescoberto por volta de 1890 dentro do quartel e trazido à luz em sua totalidade graças às eficientes escavações de Paolo Orsi.

## Descrição

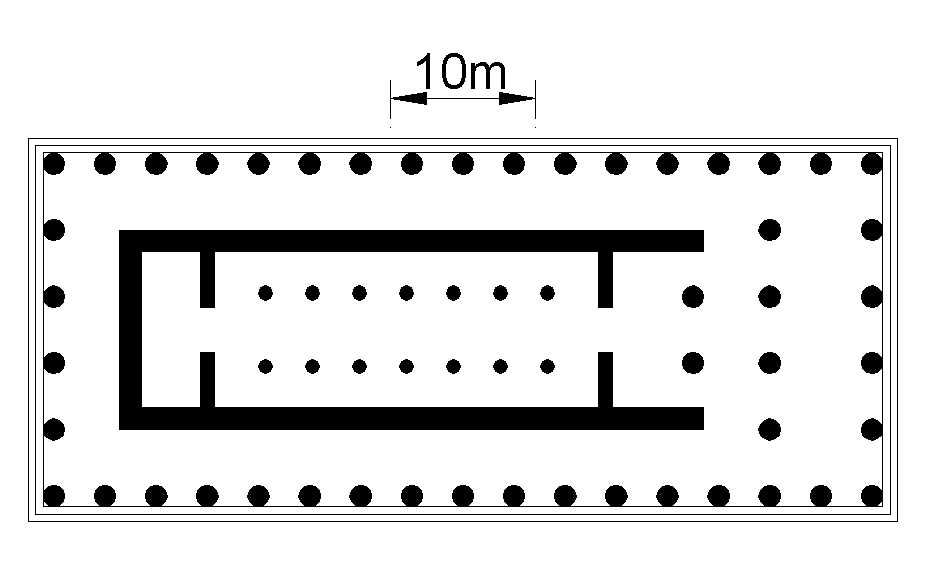
Planta baixa

O estilóbato do templo mede 55,36 x 21,47 metros, com suas colunas muito baixas dispostas em um arranjo de 6 x 17. Representa o momento de transição no ocidente grego entre templos com estrutura de madeira e aqueles construídos completamente em pedra, com uma fachada hexastilo e uma colunata contínua em todo o perímetro que envolve o pronau e um nau dividido em três naves por duas colunatas internas de colunas mais esbeltas, que sustentavam um telhado de madeira, difícil de reconstruir. Na parte de trás do naos havia um espaço fechado, típico dos templos sicelenses, chamado ádito.
A construção de um edifício com quarenta e duas colunas monolíticas, provavelmente transportadas pelo mar, deve ter parecido incrível para seus construtores, como demonstra a inscrição incomum no degrau mais alto da face leste dedicada a Apolo, na qual o construtor (ou o arquiteto) celebra a construção do edifício com ênfase no caráter pioneiro da construção.
Os vestígios permitem reconstruir a aparência original do templo, que pertence ao período protodórico e apresenta incertezas construtivas e estilísticas, como a extrema proximidade das colunas nas laterais, a variação da intercolunação, a falta de preocupação com a correspondência dos tríglifos com as colunas e aspectos arcaicos da planta muito alongada. A arquitrave era excepcionalmente alta e iluminada na parte posterior por uma seção transversal em forma de L.
Alguns aspectos são muito experimentais, como a importância dada à face leste com uma colunata dupla, maior separação das colunas centrais e, de forma mais geral, uma busca de ênfase em vez de harmonia proporcional. A construção pioneira foi um passo decisivo no surgimento do templo dórico períptero na Sicília, representando uma espécie de protótipo local que justapôs aspectos desenvolvidos na Grécia continental com uma altura incomum que foi imitada apenas na Magna Grécia, bem como a presença do ádito, que provavelmente era o local da imagem sagrada e formava o centro de todo o edifício.
Terracota da estrutura está preservada no Museo Archeologico Regionale Paolo Orsi, em Siracusa, junto com fragmentos da calha e do acrotério, e algumas telhas, provavelmente entre as primeiras produzidas na Sicília.

## Galeria

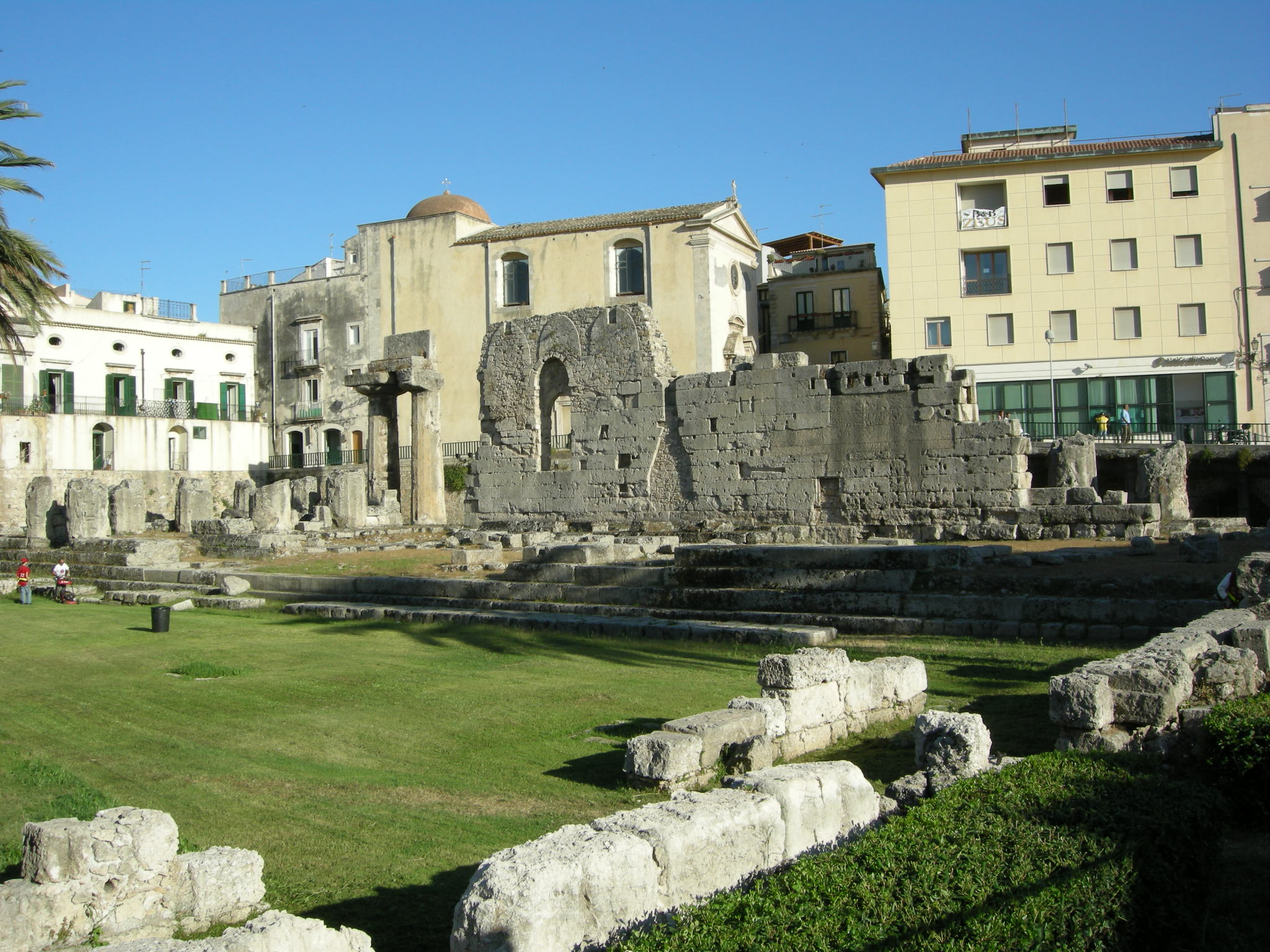
Recinto do templo com a pequena igreja de San Paolo Apostolo ao fundo
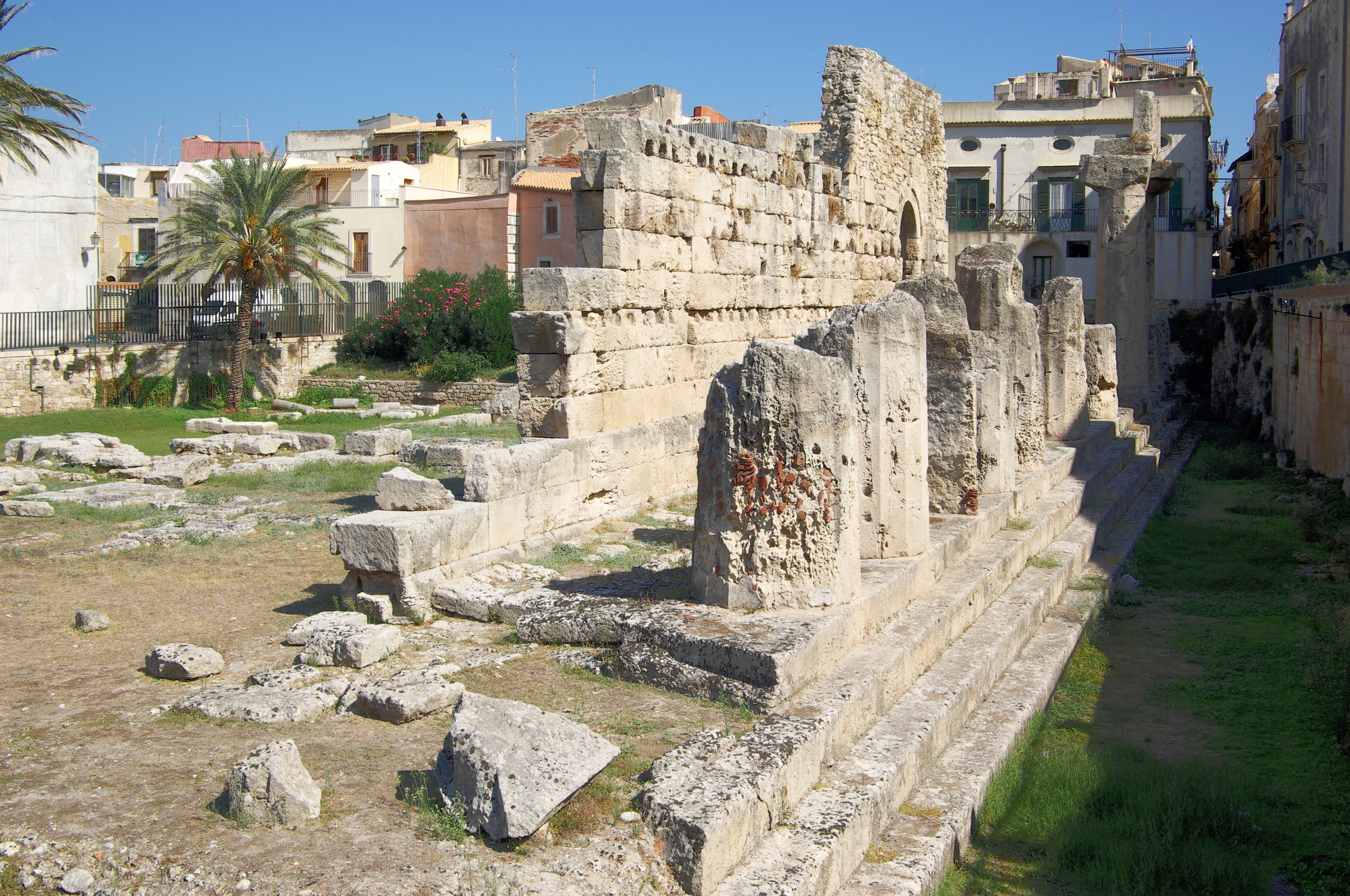
Colunas externas do estilóbato com parede de cela atrás
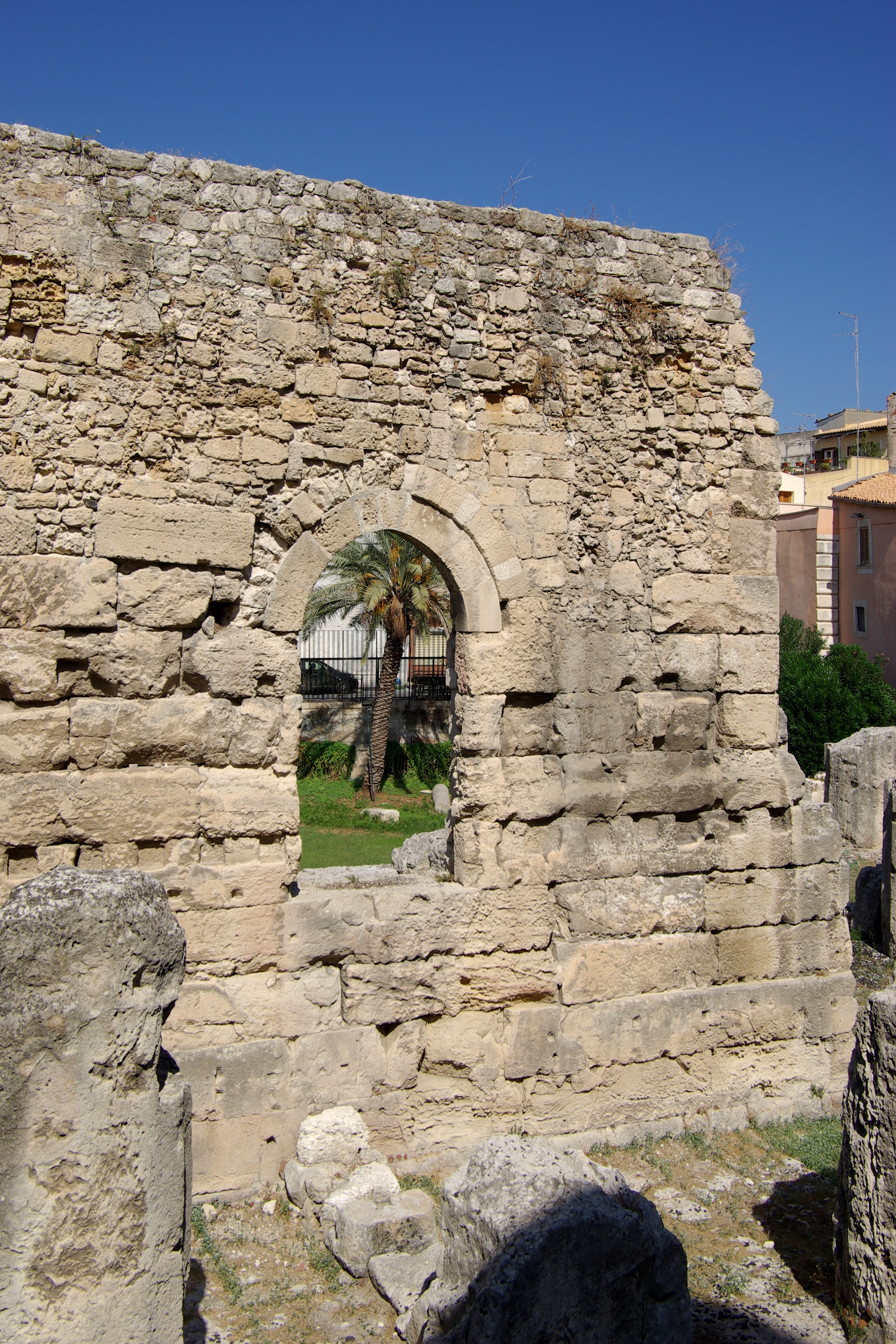
Parede da cela, janela provavelmente inserida quando convertida em igreja
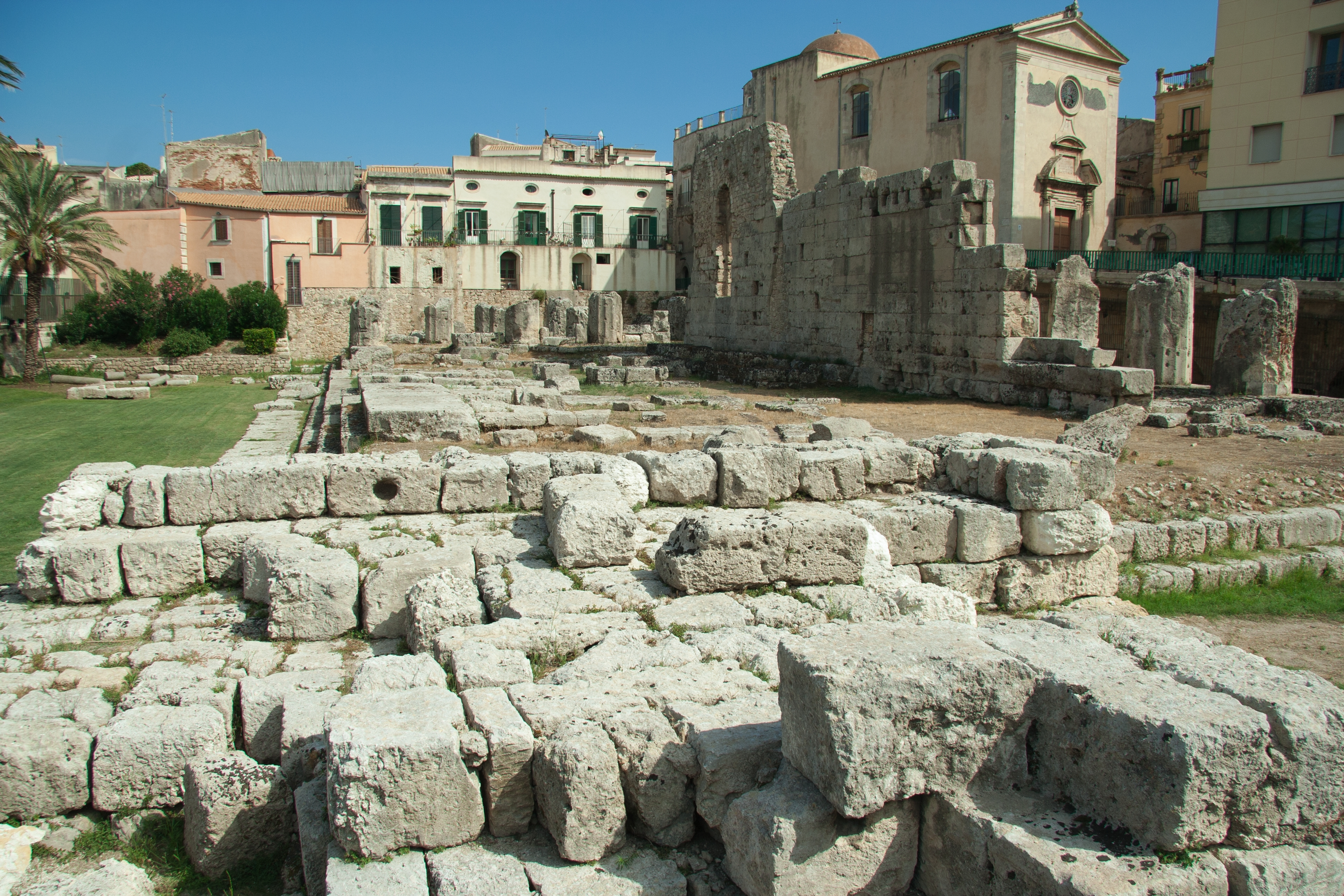
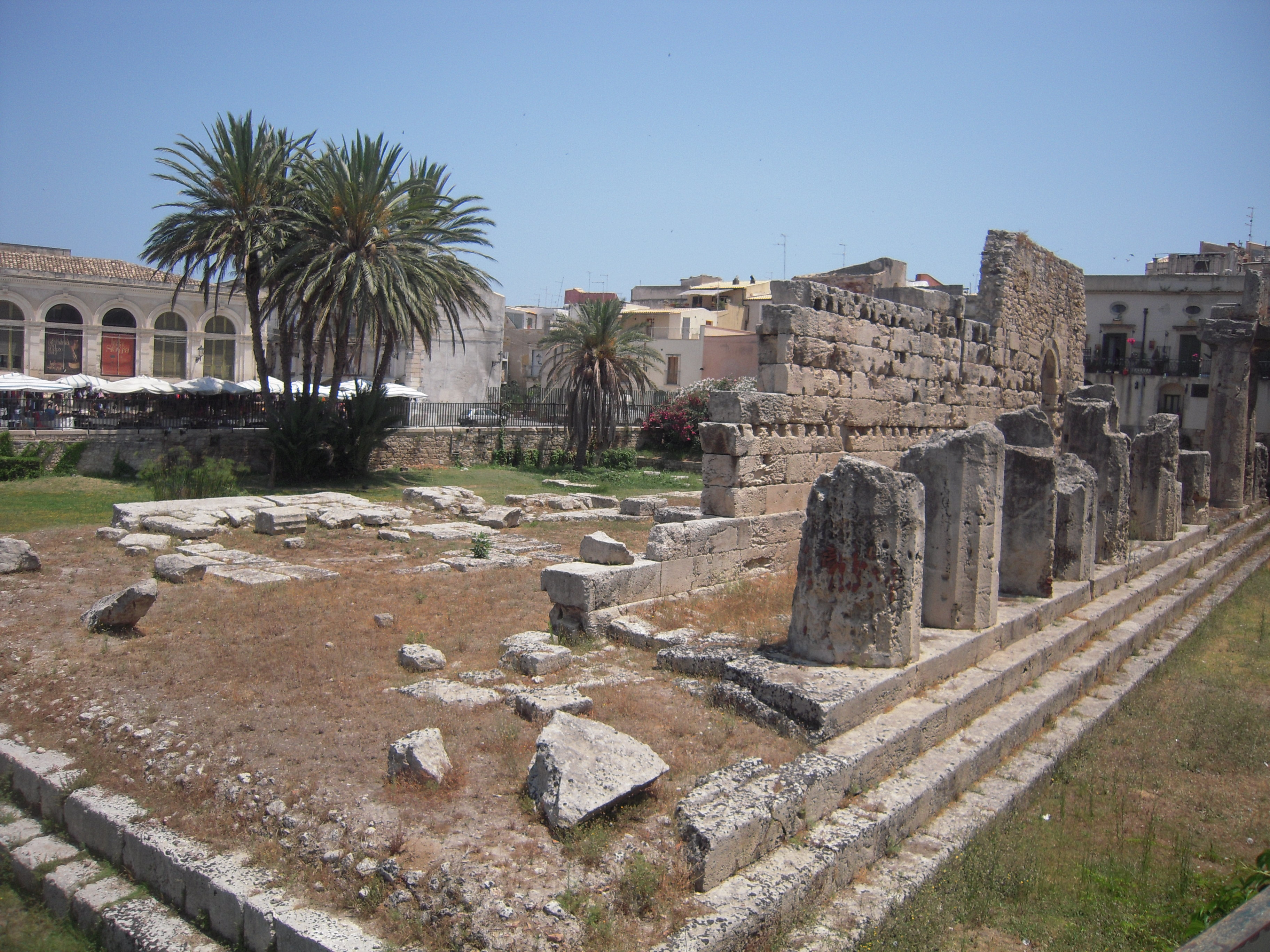
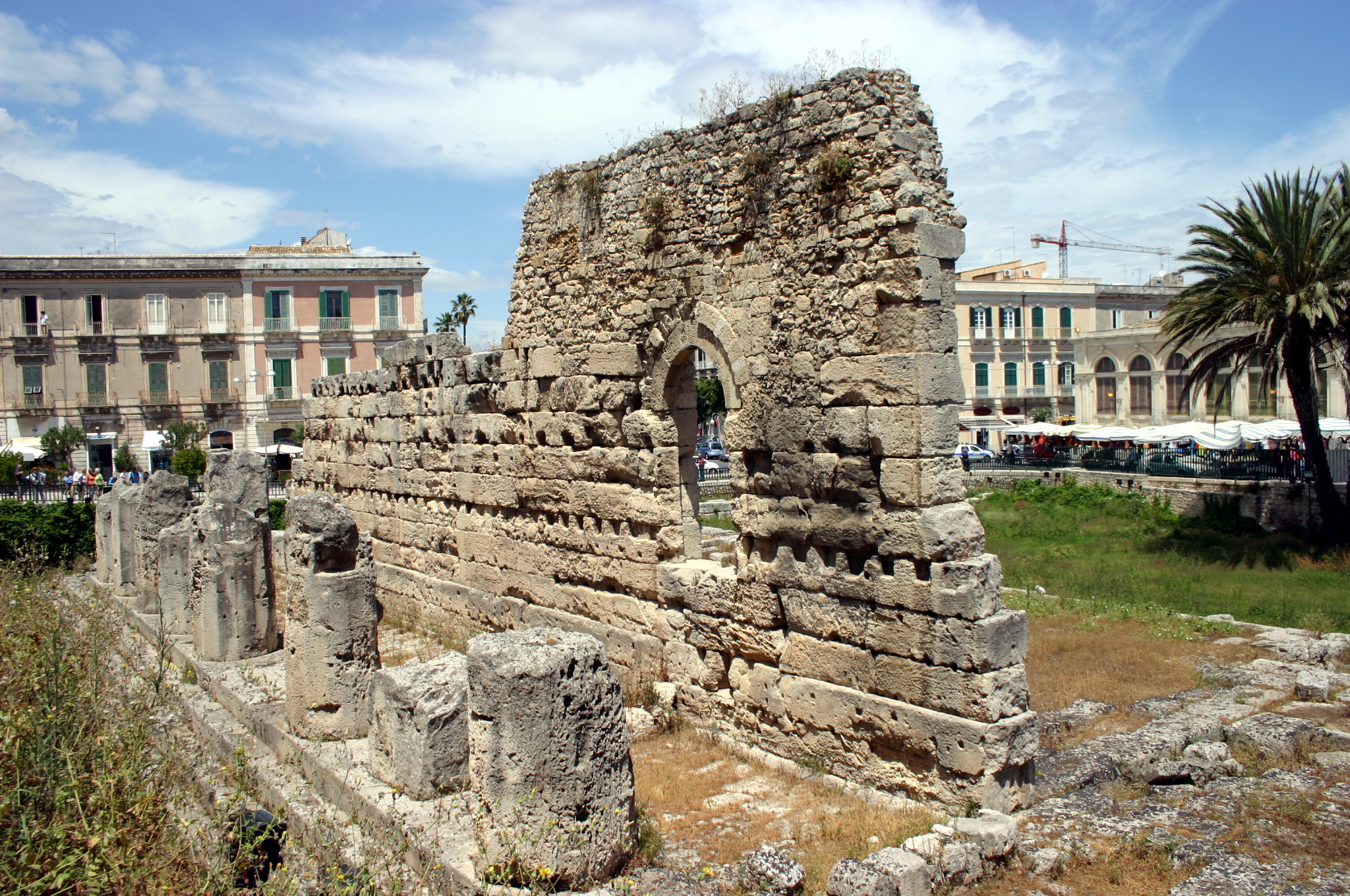